# Crécerelle d'Amérique
Falco sparverius
Espèce
Statut CITES
Statut de conservation UICN

 LC  : Préoccupation mineure
La Crécerelle d'Amérique (Falco sparverius) est une espèce de rapaces, la plus répandue des falconidés en Amérique du Nord, présente également en Amérique du Sud. La crécerelle d'Amérique est le plus petit des faucons. C'est une espèce diurne.

## Caractéristiques morphologiques

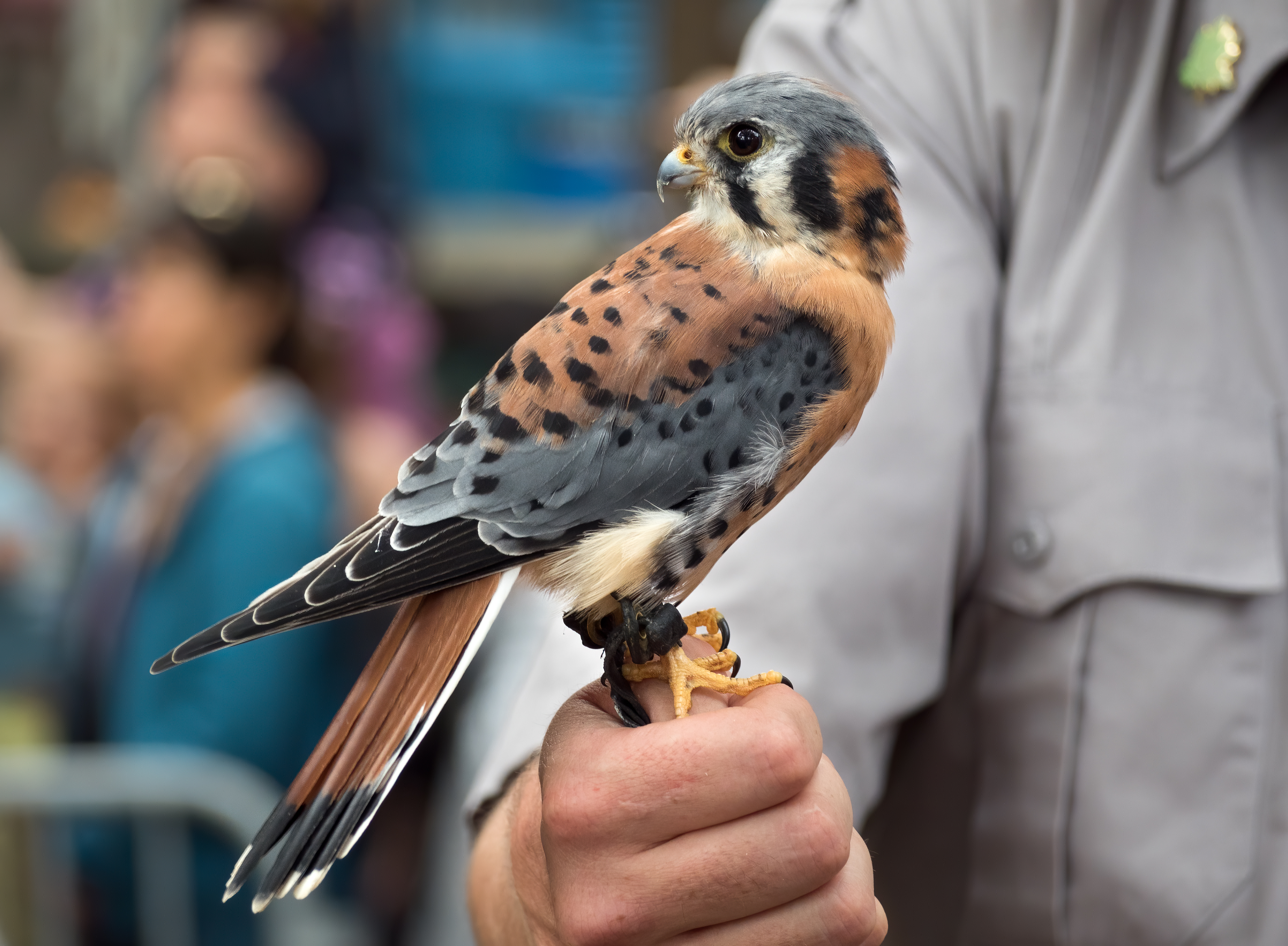
Une crécerelle d'Amérique présentée à Raptor Fest (Fête des rapaces) à Central Park.

La crécerelle d'Amérique a le dos et la queue roux-brun, des ailes pointues et une poitrine blanche avec des taches foncées. Elle a aussi une mince tache verticale noire sous l'œil.

### Les femelles
- La femelle mesure entre 23 et 30 cm.
- Le poids de la femelle est de 120 g.
- Son envergure est de 57 à 61 cm.

### Les mâles
- Le mâle mesure entre 22,5 et 27 cm.
- Son poids est de 111 g.
- L'envergure  du mâle mesure entre 51 et 56 cm

## Critères de reconnaissances

### Pour la femelle
Le plumage de la femelle est plus terne. Son corps est roux avec des bandes noires sur la queue. La poitrine de la femelle a plus de rayures que celle du mâle qui a les ailes bleu-gris. Elle ressemble au mâle mais ses ailes n'ont pas de couleur bleuâtre. Le début de son bec et le tour de ses orbites sont jaunes. Les jeunes ressemblent à la femelle.

### Pour le mâle
On peut reconnaître le mâle grâce à son dos rouge rayé de lignes noires, sa tête grise et bleue, ses ailes bleu-gris, ses marques faciales noires, sa queue rousse avec une grande ligne noire et son plumage recouvert de taches noires.

## Son chant
Le chant des crécerelles d'Amérique s'apparente au son kili-kili-kili.

## Caractéristiques au vol

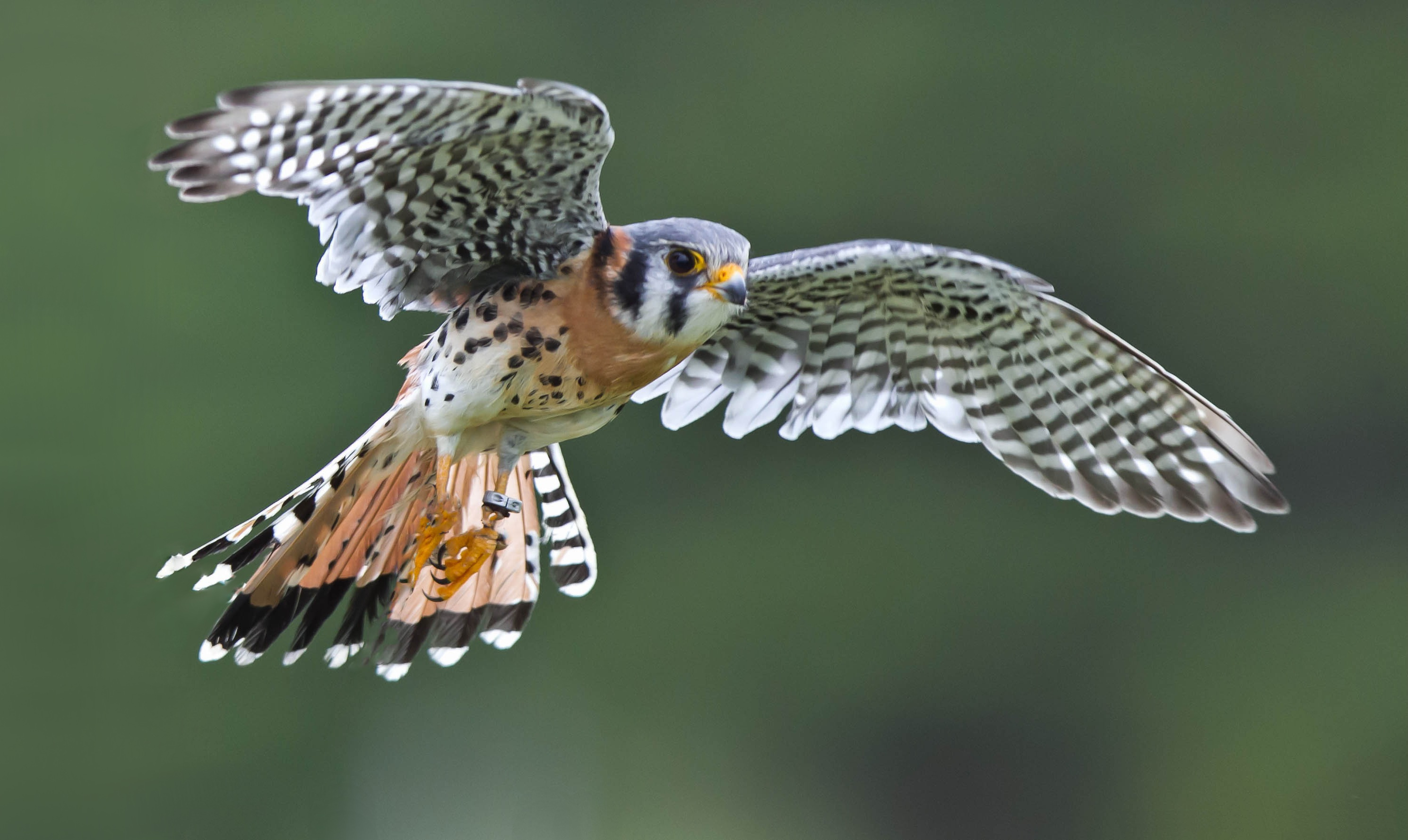
Crécerelle d'Amérique planant.

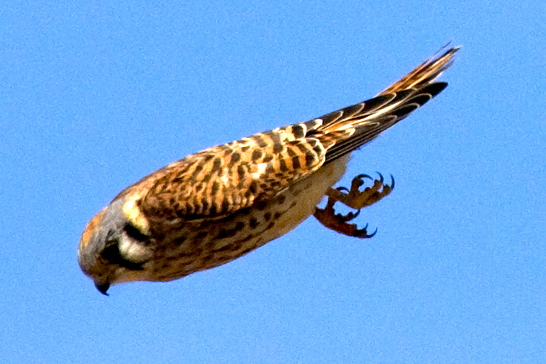
Crécerelle d'Amérique femelle fonçant en piqué vers sa proie.

Pour repérer ses proies, elle se perche sur un poteau, sur des fils ou dans un arbre. Lorsqu'elle a aperçu une proie, la crécerelle vole souvent sur place avant de plonger rapidement sur sa victime. Elle peut également planer longuement au-dessus d'un endroit précis cherchant des yeux sa proie. La crécerelle d'Amérique plane ainsi surtout lorsqu'il y a beaucoup de vent. Dans ces conditions elle ne perd pas beaucoup d'énergie à la recherche de nourriture. La crécerelle d'Amérique n'attrape pas ses proies en vol, elle les prend le plus souvent au sol. Elle la capture dans ses serres.

## Régimes alimentaires
C'est un animal insectivore puis carnivore.
Elle consomme :
- Insectes, ex. : sauterelles
- Rongeurs
- Reptiles, ex : lézards
- Grenouilles
- Petits oiseaux

## Habitats
Son aire de répartition correspond au continent américain. Elle ne se retrouve que très rarement en Europe de l'Ouest.
Les crécerelles possèdent une grande variété d'habitats ouverts, y compris les zones urbanisées. Elles affectionnent particulièrement les terrains découverts, prairies, les champs cultivés ou en friche, et plaines. Son territoire de chasse recouvre 142 hectares et son domaine vital dépasse les 500 hectares.

## Accouplements et nidification

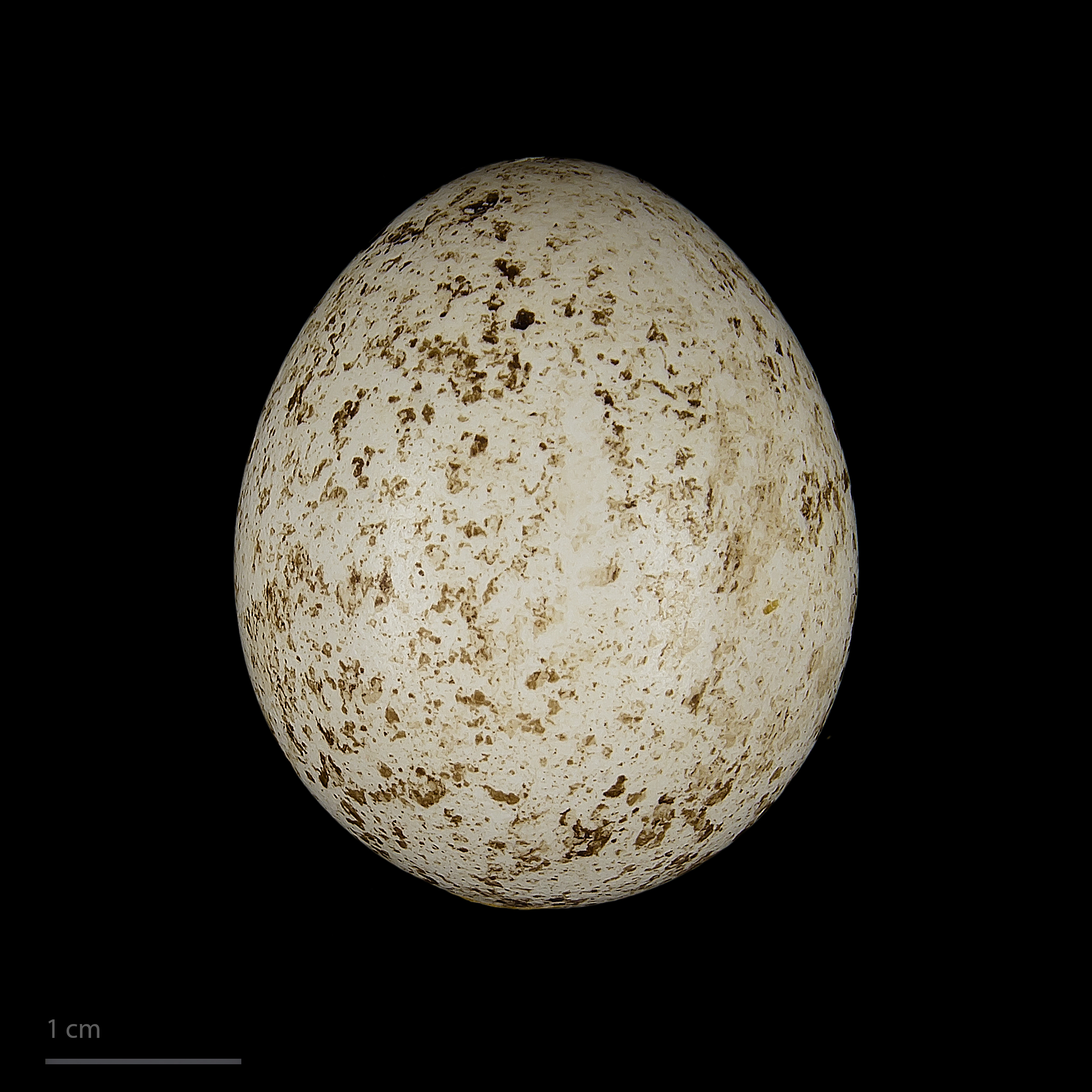
Œuf de Falco sparverius - MHNT.

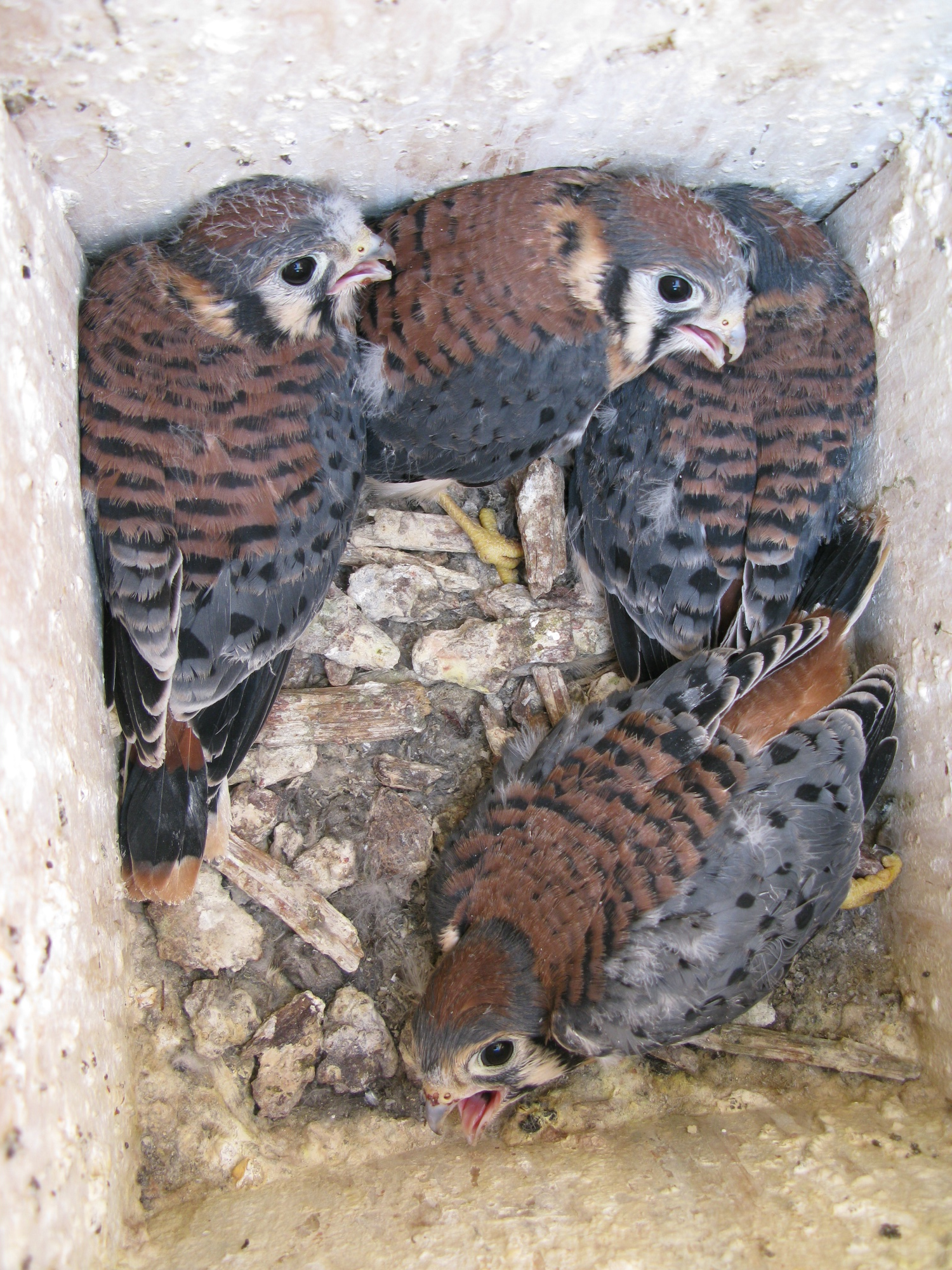
Juvéniles.

C'est une espèce ovipare. La femelle pond 4 à 5 œufs. Ils sont rosés, chamois avec des petits points bruns.
Comme tous les falconidés, la crécerelle d'Amérique ne construit pas de nid. Ils nichent dans les vieux nids de pies ou de corneilles, dans les anfractuosités des murs, des arbres ou des rochers. La femelle couve les œufs et ne quitte le nid qu'à l'appel du mâle qui lui rapporte de la nourriture.
La période de nidification s'étale d'avril à juin. La crécerelle d'Amérique pond 1 ou 2 couvées par saison de 4 à 5 œufs par couvée. Une deuxième couvée est rare et dépend des conditions trophiques de l'écosystème.

## Migration
Les crécerelles d'Amérique vivant au Canada ou en Alaska sont capables de migrer lors de la mauvaise saison.

## Utilisation par l'homme
La crécerelle d'Amérique a été utilisée pour la chasse. Actuellement les aéroports, tel celui de Montréal-Trudeau, l'utilisent en lutte biologique. Ces aéroports font appel aux services de fauconniers pour effrayer les oiseaux qui perturbent l'atterrissage et le décollage des avions lorsque les populations d'étourneaux par exemple sont trop élevées.